# Festival d'Angoulême 2012
Le 39e festival international de la bande dessinée d'Angoulême  s'est déroulé du 26 janvier au 29 janvier 2012.

## Palmarès

### Grand prix de la ville
Le grand prix de la ville d'Angoulême 2012 est le dessinateur Jean-Claude Denis, qui a donc présidé le Grand Jury pour l’édition 2013 du festival.

### Prix officiels

#### Palmarès officiel (Fauves d'Angoulême)
- Fauve d'or : prix du meilleur album : Guy Delisle, Chroniques de Jérusalem, Delcourt
- Prix spécial du jury : Jim Woodring, Frank et le congrès des bêtes, L'Association
- Prix de la série : Romuald Reutimann et Pierre Gabus, Cité 14 Saison 2, Humanoïdes Associés
- Prix révélation : Gilles Rochier, TMLP. Ta mère la pute, Six Pieds sous terre
- Prix regards sur le monde : Yoshihiro Tatsumi, Une vie dans les marges t. 2, Cornélius
- Prix de l'audace : Morgan Navarro, Teddy Beat, Les Requins Marteaux
- Prix intergénérations : Kaoru Mori, Bride Stories t. 1, Ki-oon
- Prix du patrimoine : Carl Barks, La Dynastie Donald Duck t. 2 : 1951-1952, Glénat
- Prix de la BD Fnac[N 1] : Cyril Pedrosa, Portugal, Dupuis
- Prix Jeunesse : Arthur de Pins, Zombillénium, Dupuis

#### Grand Jury
- Art Spiegelman, Grand Prix de la ville d'Angoulême 2011, président du jury
- Marguerite Abouet, auteur, scénariste d’Aya de Yopougon
- Joost Swarte, auteur néerlandais
- Éric Libiot, journaliste à L'Express
- Jean-Christophe Ogier, journaliste à France Info
- François Chauberon, libraire Fnac
- Guillaume Dumora, libraire (Le Monte-en-l’air, Paris)

#### Compétition officielle

##### Sélection officielle
La sélection officielle compte 58 albums. Le Grand Jury est chargé d'attribuer sept prix au sein de cette sélection. Le Prix du Public est remis par un jury de dix lecteurs, dont quatre sont sélectionnés dans le cadre d’un « Quiz bande dessinée » organisé pendant le festival.
| - Frederik Peeters, Aâma, Gallimard - Eddie Campbell, Alec, Çà et Là - Benjamin Benéteau, Mathieu Reynès (dessin), Denis Lapière et Pierre-Paul Renders (scénario) Alter Ego t. 1 : Camille, Dupuis - Brecht Evens, Les Amateurs, Actes Sud - Tian, L'Année du lièvre, Gallimard, coll. « Bayou » - Antonio Altarriba, L'Art de voler, Denoël Graphic - Brüno et Fabien Nury, Atar Gull ou le destin d'un esclave modèle, Dargaud - Kerascoët, Beauté t. 1 : Désirs exaucés, Dupuis - Kaoru Mori, Bride Stories t. 1, Ki-oon - Olivier Balez et Arnaud Le Gouëfflec, Le Chanteur sans nom, Glénat - Guy Delisle, Chroniques de Jérusalem, Delcourt - Romuald Reutimann et Pierre Gabus, Cité 14, Humanoïdes Associés - Anouk Ricard, Coucous Bouzon, Gallimard, coll. « Bayou » - Maximilien Le Roy, Dans la nuit, la liberté nous écoute, Le Lombard - Aurélien Maury, Le Dernier Cosmonaute, Tanibis - Tony Sandoval, Doomboy, Paquet - Jean Harambat, En même temps que la jeunesse, Actes Sud - Mathieu Ephrem et Jean-François Kierzkowski, En route pour le Goncourt, Cornélius - Marine Blandin, Fables nautiques, Delcourt - Jim Woodring, Frank et le congrès des bêtes, L’Association - Joe Colquhoun et Pat Mills,La Grande Guerre de Charlie t. 1, Çà et Là - Craig Thompson, Habibi, Casterman - Étienne Davodeau, Les Ignorants, Futuropolis - Jason et Fabien Vehlmann, L'Île aux cent mille morts, Glénat - Chantal Montellier, L'Inscription, Actes Sud - Cosey, Jonathan t. 15 : Atsuko, Le Lombard - Éric Lambé, Joue avec moi, Frémok - Enki Bilal, Julia & Roem, Casterman - Simon Roussin, Lemon Jefferson et la grande aventure, Editions 2024 | - André Juillard et Yann, Mezek, Le Lombard - Ollie Schrauwen, Le Miroir de Mowgli, Ouvroir Humoir - Daniel Clowes, Mister Wonderful, Cornélius - Isabelle Pralong, Oui mais il ne bat que pour vous, L’Association - Max de Radiguès, Pendant ce temps à White River Junction, Six Pieds sous terre - Bastien Vivès, Polina, KSTЯ - Cyril Pedrosa, Portugal, Dupuis - Blutch, Pour en finir avec le cinéma, Dargaud - Jean-Michel Ponzio et Richard Marazano, Le Protocole Pélican t. 1, Dargaud - Ben Katchor, Le Quartier des marchands de beauté, Rackham - Malo Kerfriden et Pierre Boisserie, La Rage t. 1 : Anima, 12 bis - Joe Sacco, Reportages, Futuropolis - Pau, La Saga d'Atlas et Axis, Ankama - Taiyo Matsumoto et Issei Eifuku, Le Samouraï bambou, Kana - Gabbarel Dalmatius, Seigneur Venin, Quadrants - Éric Bourgier et Fabrice David, Servitude t. 3 : L'Adieu aux rois, Soleil - Timothé Le Boucher, Skins Party, Manolosanctis - Susumu Higa, Soldats de sable, Le Lézard Noir - Morgan Navarro, Teddy Beat, Les Requins Marteaux - Gilles Rochier, TMLP. Ta mère la pute, Six Pieds sous terre - Lars Martinson, Tonoharu, Le Lézard Noir - Marc-Antoine Mathieu, 3 Secondes, Delcourt - Marion Montaigne, Tu mourras moins bête... tome 1, Ankama - Reineke, Un bébé à livrer, Vraoum - Yoshihiro Tatsumi, Une vie dans les marges t. 2, Cornélius - Appollo et Stéphane Oiry, Une vie sans Barjot, Futuropolis - Hikaru Nakamura, Les Vacances de Jésus et Bouddha, Kurokawa - Larcenet, Valérian par... t. 1 : L’Armure du Jakolass, Dargaud - Éric Liberge (dessin), Pierre Boisserie et Éric Stalner (scénario), Voyageur cycle 3 : Passé, t. 4, Glénat |

##### Sélection Patrimoine
- Francis Masse, Les Deux du balcon, Glénat
- Carl Barks, La Dynastie Donald Duck, Glénat
- Pierre Guitton, Et c'est pas fini, Le Chant des Muses
- Chott et Marcel Navarro, Fantax t. 1, Éditions Chott
- Shōtarō Ishinomori, Kuzuryū , Kana
- Robert Crumb, Nausea, Cornélius
- Charles Schulz, Snoopy et les Peanuts, intégrale t. 12, Dargaud
- Osamu Tezuka, Sous notre atmosphère, Éditions H
- Milton Caniff, Terry et les artistes, BDartiste
- Shōtarō Ishinomori, Le Voyage de Ryu t. 5, Glénat

##### Sélection Jeunesse
- Marc Boutavant et Emmanuel Guibert, Ariol t. 6 : Chat méchant, Bayard, coll. « BD Kids »
- Kanata Konami, Chi, une vie de chat t. 6, Glénat
- Michel Rabagliati, Paul t. 7 : Paul au parc, La Pastèque
- Benjamin Adam et Christine Palluy, Ulysse, Milan, coll. « BD Kids »
- Émile Bravo, Jules t. 6 : Un plan sur la comète, Dargaud
- Arthur de Pins, Zombillénium, par Dupuis

### Autres prix du festival
- Trophée de la différence pour Je suis sourde mais ce n'est pas contagieux !, de Sandrine Allier-Guepin

## Déroulement du festival

### Expositions
- Une autre histoire - Musée de la bande dessinée
- Art Spiegelman, le musée privé - Musée de la bande dessinée
- Tebeos, les bandes dessinées espagnoles - Espace Franquin
- Art Spiegelman CO-MIX - Bâtiment Castro
- Bande dessinée suédoise - Bâtiment Castro
- Tebeos, bandes dessinées espagnoles - Espace Franquin
- L'Europe se dessine - Place Saint Martial
- Fred l'enchanteur - Hôtel Saint-Simon
- L'Ours Barnabé - Musée du Papier
- Dirosamagazine - Musée des Beaux-Arts

### Événements
- Laurent Vicomte, Entretemps d'Avril Tembouret (2012 - 64 min).

Projection en avant-première du documentaire consacré à Laurent Vicomte et à la réalisation du tome II de Sasmira.
- Peter Pan de Nicolas Duval, d'après l'œuvre de Régis Loisel.

Projection des premières images du court-métrage adapté de la série de Régis Loisel.